# Hovertech
Hovertech S.A. Przedsiębiorstwo Innowacyjno Wdrożeniowe to firma produkcyjno- usługowa z siedzibą w Miłoszycach pod Wrocławiem, działająca od 1999 roku w formie spółki akcyjnej.
Specjalizuje się w projektowaniu innowacyjnych technologii oraz produkcji urządzeń technicznych tj. poduszkowce, łodzie płaskodenne, przenośne urządzenia wentylacyjne, kompozytowe elementy konstrukcyjne pojazdów cywilnych i militarnych.

## Produkcja
Najpopularniejsze nowatorskie projekty, zrealizowane i wprowadzone na rynek:
1. Poduszkowiec HT-P400 ANACONDA do zastosowań ratowniczych cywilnych i militarnych;
2. Turystyczny poduszkowiec HT-P200 Kajman;
3. Ratownicza płaskodenna łódź HT-Ł440 Perkoz;
4. Przenośny wysoko wydajny wentylator HT-WV1000 Tornado.

## Nagrody i wyróżnienia
- Złoty medal "BŁĘKITNEJ KOMANDORII" Ligi Morskiej i Rzecznej Zarządu Okręgu Łódzkiego oraz Godność "KAWALERA BŁĘKITNEJ KOMANDORII" Ligi Morskiej i Rzecznej za zasługi dla rozwoju kultury morskiej i rzecznej – Łódź 2002.
- Złoty medal oraz dyplom na targach innowacji i wynalazków Eureka 2003 w Brukseli, za nowatorski projekt poduszkowca z napędem hybrydowym;